# Brian Douglas Wells
Brian Douglas Wells (15 de noviembre de 1956 - 28 de agosto de 2003) fue un repartidor de pizzas estadounidense que murió tras verse envuelto en una compleja conspiración que incluyó el robo de un banco, una búsqueda de pistas y un aparato explosivo casero. Fue asesinado cuando el collar explosivo que le pusieron contra su propia voluntad, como parte del plan, detonó mientras se encontraba en custodia de la policía. El extraño hecho llamó la atención de los medios de comunicación.
En la acusación de julio de 2007, los fiscales federales alegaron que Wells estaba involucrado en el plan fallido para robar el banco. Dos de sus supuestos cómplices, Marjorie Diehl-Armstrong y Kenneth Barnes fueron acusados por un jurado federal de robo de bancos, conspiración y uso de armas ilegales. En 2008, el juez Sean J. McLaughlin sentenció a Barnes a 45 años en un prisión federal. Dos años después Marjorie Diehl-Armstrong fue declarada también culpable y en 2011 fue sentenciada a cumplir cadena perpetua en prisión, donde murió en 2017.

## El caso
Wells abandonó la escuela secundaria en 1973. Durante casi 30 años trabajó como repartidor de pizzas y era considerado un empleado valioso y confiable de la pizzería Mama Mia en Erie Pennsylvania. La tarde del 28 de agosto de 2003, Wells recibió una llamada para entregar dos pizzas a la calle 8631 Peach, una dirección a pocas millas de la pizzería. Posteriormente se descubrió que la dirección pertenecía a la torre de transmisión de la estación WSEE-TV, al final de un camino de tierra.
Según informes policiales Wells estaba -supuestamente- teniendo un encuentro con quienes él creía eran sus cómplices, incluyendo Kenneth Barnes. Wells supuestamente participaba en el plan del robo al banco, que incluía que él llevara una bomba falsa. Si era interrogado acordaron que diría que tres hombres negros le habían colocado la bomba y lo tenían de rehén. Una vez en la torre de transmisión, Wells descubrió que los planes habían cambiado cuando descubrió que la bomba era real. Forcejeó con los hombres presentes (se cree que fueron Barnes y William A. Rothstein) e intentó huir, pero uno de ellos realizó un disparo, provocando que Wells detuviese su huida. Se cree que fue en este momento cuando lograron ponerle el collar bomba. Los culpables le dieron también una sofisticada escopeta hecha en forma de bastón y dos páginas con instrucciones escritas a mano.

### Robo
Las instrucciones estaban dirigidas al "Rehén Bomba". Estas contenían una serie de tareas cronometradas con la finalidad de conseguir llaves que retrasasen la explosión y al final desactivasen la bomba. Además, se le advertía que siempre estaría vigilado y que cualquier intento de contactar a las autoridades haría explotar la bomba. "ACTÚA AHORA, PIENSA LUEGO O MORIRÁS", decía al final la hoja de instrucciones.
La primera tarea era entrar tranquilamente en el banco PNC de la calle Peach y entregarle a la cajera una nota donde exigía $250,000. También indicaba que usaría su bastón escopeta contra cualquiera que no colaborase o intentase escapar. Al entrar al banco, Wells deslizó la nota a la cajera. La nota indicaba que tenía 15 minutos para recolectar el dinero o la bomba explotaría. Incapaz de acceder a la bóveda en ese momento, la cajera le dio una bolsa con $8,702 con la que Wells se retiró.

### Arresto
15 minutos después, la policía divisó a Wells parado a un lado de su automóvil y procedió a arrestarlo. Wells indicó que tres desconocidos le habían puesto una bomba. 
Al principio, la policía no hizo ningún intento de desarmar el dispositivo. El escuadrón antibombas fue llamado finalmente a las 3:04 PM, por lo menos 30 minutos después de la primera llamada al 911. A las 3:18 p. m., la bomba estalló, dejando un orificio del tamaño de puño en el pecho de Wells, sólo tres minutos antes que la brigada de explosivos llegara. Ahora se cree que Wells fue asesinado por Diehl-Armstrong y sus conspiradores para reducir los testigos contra sí mismo y terceros. El evento fue transmitido también por televisión y, posteriormente, el material llegó a numerosas páginas web de compartición de vídeos.
En una nota a Wells encontrada, había instrucciones para que éste realizara cuatro tareas: la primera de las cuales era el robo del banco en un periodo determinado de tiempo antes de que la bomba estallase. Wells ganaría más tiempo con la finalización de cada tarea. Sin embargo, más tarde se determinó que, independientemente de lo que se había desarrollado, Wells nunca habría tenido suficiente tiempo para completar las tareas para conseguir que la bomba se desactivara.
Wells se vio envuelto en la trama a través de Barnes, a quien conoció a través de una prostituta que utilizaba a menudo la casa Barnes como un lugar para tener relaciones sexuales con los clientes. Toda la trama se urdió para conseguir fondos para pagar el dinero suficiente para matar a Barnes-Diehl, el padre de Armstrong, por lo que Diehl-Armstrong podría conseguir una herencia, dijeron las autoridades. Sin embargo, Wells había robado sólo 8.702 dólares, lejos de los 125.000 dólares necesarios para el asesinato. Por otra parte, la codiciada herencia Diehl-Armstrong había sido gastada en su mayor parte.

## Enjuiciamiento
El 16 de febrero de 2007 Associated Press reportó que "el caso ha sido resuelto y las condenas se esperan, probablemente para el próximo mes." Un gran jurado federal en Erie, PA aún estaba escuchando evidencias sobre el caso el 13 de mayo de 2007, de acuerdo a Erie Times-News. Según el documento, tres sospechosos fueron identificados como los perpetradores del plan.
El 10 de julio de 2007, se instituyeron cargos contra dos individuos por crímenes relacionados con el robo y asesinato. Marjorie Diehl-Armstrong (quien estaba presa por un cargo de asesinato no relacionado en ese momento) fue acusada de tres actos criminales: robo a un banco, conspiración para cometer un robo a un banco y el delito de usar un arma de fuego en conexión con un crimen. Kenneth Barnes (quien estaba preso por cargos de drogas no relacionados en ese momento) también fue acusado sin exponerse los crímenes específicos.
El 11 de julio de 2007, la fiscalía norteamericana y el FBI anunciaron que Brian Douglas Wells había sido inculpado como conspirador por su participación en la ejecución del robo. La fiscal Mary Beth Buchanan argumentó que la acción de Wells de efectivamente robar el banco lo convirtió en un conspirador del crimen. Marjorie Diehl-Armstrong y Kenneth Barnes fueron culpados de felonía en el caso. Una tercera persona involucrada en el caso, Floyd Stockton, 60, obtuvo inmunidad en un trato con los prosecutores para testificar en contra de Barnes y Diehl-Armstrong. A pesar de designar a Wells como conspirador, la fiscal Mary Beth Buchanan dijo que ella no podía hacer comentarios sobre cuales podrían haber sido sus motivaciones.
El 29 de julio de 2008, un juez federal falló que Marjorie Diehl-Armstrong estaba mentalmente incapactada para ser juzgada por el bombazo.
El 3 de septiembre de 2008, Kenneth Barnes alegó culpabilidad en conspirar para robar un banco y en ayudar y promocionar. El 3 de diciembre de 2008 Kenneth Barnes fue sentenciado a 45 años de prisión por el juez federal de Erie por su participación en el crimen.
El 24 de febrero de 2009, el juez de la corte de distrito Sean McLaughlin programó una audiencia para el 11 de marzo de 2009, para determinar si Marjorie Diehl-Armstrong estaba en condiciones de soportar un juicio. El juez McLaughlin falló que Diehl-Armstrong estaba incapacitado para soportar un procesamiento por padecer de desorden bipolar en julio de 2008. Desde ese tiempo ella estuvo recibiendo tratamiento en una prisión federal con instalaciones para enfermos mentales en Texas.
El 9 de septiembre de 2009, un juez determinó que Marjorie Diehl-Armstrong estaba capacitada para soportar un juicio.
En octubre de 2010 el juicio de Diehl-Armstrong estaba en proceso en Erie, Pennsylvania y ella subió al estrado para testificar en su propia defensa. El 1 de noviembre de 2010 Diehl-Armstrong fue condenada por robo armado a un banco, conspiración para cometer robo armado a un banco, y por usar un dispositivo destructivo en un crimen. Fue sentenciada a cadena perpetua mas 30 años el 28 de febrero de 2011.

## Atención de los medios
El incidente y la subsecuente investigación llenaron los medios nacionales en diversas oportunidades a medida que el caso continuaba desarrollándose. Cuando la historia recién se develó, muchos pensaron erradamente que se trataba de un caso relacionado con terrorismo. La historia fue entonces presentada tres veces en America's Most Wanted con nuevas evidencias parecidas con la esperanza que los oficiales pudiesen recoger nuevas pistas detrás del enigmático caso. mientras que también era destacado en Anderson Cooper 360 como uno de los casos más misteriosos del FBI. Wells también fue presentado en el canal Fox News, en el programa In the Line Up perfilando nuevas evidencias con respecto a nuevos sospechosos y nuevos detalles del caso.
Además de ello, el incidente fue incluido en el programa The 99 Most Bizarre: Crimes. Fue uno de los "Most Bizarre" del show. Una serie de nuevos artículos que reportaban el desarrollo de la historia de Brian Wells fue analizado en un estudio científico de novedades informativas.
La historia de Wells fue utilizada para desarrollar el episodio piloto de la serie de televisión de 2006 Heist.[cita requerida]. El collar bomba fue presentado en el episodio "Won't Get Fooled Again" (No serán engañados otra vez), de la serie de televisión "Criminal Minds" También fue usado como base para "Pas de Deux" (Ninguno de los dos), un episodio de la también serie televisiva Law & Order: Criminal Intent y también en Bones en el episodio "The Goop on the Girl" (La mancha en la chica) en 2009.[cita requerida] Un episodio del drama Flashpoint usó una "bomba collar" similar a la que se usó en los eventos. Las referencias literarias del crimen incluyen una mención en la novela de misterio ficción de Dean Koontz The Husband.[cita requerida]